# ペコリーノ (お笑いコンビ)
ペコリーノは、植木おでんとクロコダイル ミユからなるお笑いコンビである。吉本興業所属。青山学院大学のお笑いサークル「ナショグルお笑い愛好会」出身。NOROSHIなど大学お笑いの大会で活躍し、吉本興業からスカウトされてデビュー。NSC東京校21期と同期扱い。2014年11月結成。2019年5月解散。

## メンバー
- 植木 おでん（うえき おでん、1994年8月22日 - ）男性。ネタ作り担当。立ち位置は向かって右。A型。
埼玉県出身。立教大学現代心理学部映像身体学科卒業。
女の子が好きすぎて、片思いしていたクロコダイルミユと一緒にいる時間を増やすためにコンビを組んだと公言している。現在は好きというよりは、イケるという気持ち。
クロコダイルミユにリコーダーを舐めさせるコント終わりで、そのリコーダーを拭かずにカバンの中に入れて持って帰っているという目撃情報あり。
本人曰く恋愛体質であり、「新しい波24」では人力舎のピン芸人吉住に告白をしている。学生お笑いサークルで同時期に活動していたアンゴラ村長にもアプローチをかけていたことを相方にバラされている。またYouTubeチャンネルでは好きな女芸人を自宅に呼んで、ベッドイン出来るかという検証動画をあげている。
解散後は、まるいるい、わたあめりなの女性芸人2人とともにトリオ「たまゆら学園」を結成し、2019年7月に吉本所属が決定。
- クロコダイル ミユ（くろこだいる みゆ、1995年7月29日 - ）女性。立ち位置は向かって左。
新潟県出身。青山学院大学総合文化政策学部卒業。
お笑いサークルにはもともとマネージャーとして入会していた。元来はダンサー志望で、現在もダンススクールに通っている[3]。
R-1ぐらんぷり2018準決勝進出。
ミスiD2019ファイナリスト。
しゅんしゅんクリニックPのヘイヘイドクター動画にて、3時のヒロイン・かなでとともにバックダンサーを務めていた。
解散後は病気療養のため芸能界を引退。
その後、心の病気であったことを告白。現在は絵野みゆに改名し、ダンサー・振付師・役者として活動を再開している。YouTubeで『eno miyu』の名前で動画を毎日投稿している。

## 芸風
ネタは主にコント。地上波スレスレのような下ネタを繰り出すことがある。

## 出演

### テレビ番組
- お願い!ランキング（テレビ朝日）
- 芸人報道（日本テレビ）クロコダイルミユのみ
- 新しい波24（フジテレビ）- 2016年12月27日深夜[5]、2017年4月4日、2017年4月25日
- じわじわチャップリン（テレビ東京）[6]
- 冗談手帖 (BSフジ） - 2017年4月19日
- にちようチャップリン（テレビ東京） - 2017年5月21日
- 有吉ジャポン（TBS） - 2017年6月30日、2017年11月17日
- ○○と新どうが（テレビ東京）植木おでんのみ
- 前略、西東さん（中京テレビ） - 2017年11月25日[7]
- OWARAIブラックジャック（読売テレビ） - 2017年12月25日深夜[8]
- 有田ジェネレーション（TBS） - 2018年1月10日深夜、3月14日深夜
- 内村てらす（日本テレビ） - 2018年1月11日、18日深夜
- 勇者ああああ（テレビ東京） - 2018年3月15日深夜
- 有田P おもてなす（NHK） - 2018年4月7日
- ぐるナイおもしろ荘（日本テレビ） - 2018年7月26日
- 新shock感（テレビ東京） - 2018年8月11日深夜

### ラジオ番組
- マイナビ Laughter Night（TBSラジオ） - 2017年5月12日、2018年1月26日・5月25日
- 紗倉まな・野本ダイトリのどうしたらいいでしょうか?（文化放送） - 2017年9月2日
- 決戦! お笑い有楽城（ニッポン放送） - 2018年4月8日深夜

### ネット番組
- AbemaTVお願い!ランキング（AbemaTV）
- 日村がゆく（2017年12月、AbemaTV）#34 あの子が気になっちゃうGP優勝
- ピタットTV（占いTV）
- スピードワゴンの月曜TheNIGHT（AbemaTV)

### ミュージックビデオ
- Iris(アイリス)「ファンタスティックジャパン」(2017年)[9][10]

## 単独ライブ
- 2016年8月30日 - 『ほろあまいキャンディ』（ヨシモト∞ホール）[11]
- 2016年12月22日 - 『もちもちフェスティバル』（大宮ラクーンよしもと劇場）
- 2017年5月4日 - 『にょきにょき』（ヨシモト∞ホール）[12]
- 2017年8月19日 - 『わかんないけど好き』（大宮ラクーンよしもと劇場）
- 2017年11月26日 - 『また綺麗になって』（大宮ラクーンよしもと劇場）
- 2018年1月6日 - 『こみあがれ』（ヨシモト∞ホール）
- 2018年4月1日 - 『禁断の果汁100％』（ルミネtheよしもと）
- 2018年8月15日 - 『ハプニング・トンネル』（ヨシモト∞ホール）